# Europarlamentari della Slovacchia della X legislatura
Gli europarlamentari della Slovacchia della X legislatura, eletti in occasione delle elezioni europee del 2024, sono i seguenti.

## Composizione storica
| Europarlamentare             | Lista                           | Gruppo | Gruppo                              |
| ---------------------------- | ------------------------------- | ------ | ----------------------------------- |
| Veronika Cifrová Ostrihoňová | Slovacchia Progressista         |        | Renew Europe                        |
| Martin Hojsík                | Slovacchia Progressista         |        | Renew Europe                        |
| Ľubica Karvašová             | Slovacchia Progressista         |        | Renew Europe                        |
| Ľudovít Ódor                 | Slovacchia Progressista         |        | Renew Europe                        |
| Michal Wiezik                | Slovacchia Progressista         |        | Renew Europe                        |
| Lucia Yar                    | Slovacchia Progressista         |        | Renew Europe                        |
| Monika Beňová                | Direzione - Socialdemocrazia    |        | Non iscritti                        |
| Ľuboš Blaha                  | Direzione - Socialdemocrazia    |        | Non iscritti                        |
| Erik Kaliňák                 | Direzione - Socialdemocrazia    |        | Non iscritti                        |
| Judita Laššáková             | Direzione - Socialdemocrazia    |        | Non iscritti                        |
| Katarína Neveďalová          | Direzione - Socialdemocrazia    |        | Non iscritti                        |
| Milan Mazurek                | Repubblica                      |        | Non iscritti                        |
| Branislav Ondruš             | Voce - Socialdemocrazia         |        | Non iscritti                        |
| Milan Uhrík                  | Repubblica                      |        | Europa delle Nazioni Sovrane        |
| Miriam Lexmann               | Movimento Cristiano-Democratico |        | Gruppo del Partito Popolare Europeo |

## Tabelle di sintesi

### Gruppi politici
| Gruppo parlamentare | Inizio |
| ------------------- | ------ |
| Non iscritti        | 7      |
| RE                  | 6      |
| ESN                 | 1      |
| PPE                 | 1      |
| S&D                 | -      |
| Verdi/ALE           | -      |
| ECR                 | -      |
| GUE/NGL             | -      |
| PfE                 | -      |
| Totale              | 15     |

### Fonti
1. ↑   Whole country, elected, su tulospalvelu.vaalit.fi. URL consultato il 17 giugno 2024.